# Ralph Doubell
Ralph Douglas Doubell (ur. 11 lutego 1945 w Melbourne) – australijski lekkoatleta, średniodystansowiec, zwycięzca biegu na 800 metrów na igrzyskach olimpijskich w 1968.

## Przebieg kariery
Zajął 6. miejsce w biegu na 880 jardów i nie ukończył biegu na milę na igrzyskach Imperium Brytyjskiego i Wspólnoty Brytyjskiej w 1966 w Kingston.
Zdobył złoty medal w biegu na 800 metrów na uniwersjadzie w 1967 w Tokio. Na igrzyskach olimpijskich w 1968 w Meksyku wywalczył złoty medal w biegu na 800 metrów, wyprzedzając Wilsona Kipruguta z Kenii i Toma Farrella ze Stanów Zjednoczonych. Podczas tej imprezy wyrównał należący do Petera Snella rekord świata czasem 1:44,3 s., który przetrwał aż do 1973 r., kiedy to poprawił go Marcello Fiasconaro. Zwyciężył w biegu na 800 metrów i zajął 3. miejsce w sztafecie 4 × 400 metrów na Igrzyskach Konferencji Pacyfiku w 1969 w Tokio. Na igrzyskach Brytyjskiej Wspólnoty Narodów w 1970 w Edynburgu zajął 6. miejsce w biegu na 800 metrów.
Był mistrzem Australii w biegu na 800 jardów w 1964/1965 oraz w biegu na 800 metrów w latach od 1965/1966 do 1969/1970. Był również brązowym medalistą w biegu na 880 jardów w 1963/1964 oraz w biegu na 1500 metrów w 1965/1966 i 1966/1967.
Pięciokrotnie poprawiał rekord Australii w biegach na 880 jardów i na 800  metrów, do wspomnianego wyżej rezultatu 1:44,3 s. (przy pomiarze elektronicznym 1:44,40 s.). 
Po zakończeniu kariery sportowej pracował w Deutsche Bank w Australii, a także był do 2007 dyrektorem Telstra Stadium. W 2006 otrzymał Order of Australia.